# Combat de Saint-M'Hervé (1796)
Chouannerie
Batailles
Le deuxième combat de Saint-M'Hervé a lieu en février 1796, pendant la Chouannerie.

## Prélude
Le déroulement de ce combat est rapporté par l'officier chouan Toussaint du Breil de Pontbriand, dans ses mémoires. D'après son récit, Aimé Picquet du Boisguy, chef de la division royaliste de Fougères, décide de mener une expédition contre la petite ville patriote d'Ernée, en Mayenne, en représailles à des raids et des assassinats commis par sa garnison contre des paroisses royalistes,,. Ernée étant fortifiée avec plusieurs canons, du Boisguy décide de réunir les divisions de Fougères et de Vitré pour cette attaque,,. Il écrit en ce sens à Toussaint du Breil de Pontbriand et Henri du Boishamon, les chefs de la 1re et de la 2e colonne de la division de Vitré,,.
Toussaint du Breil de Pontbriand, à la tête des compagnies d'Argentré-du-Plessis, d'Étrelles, du Pertre et Erbrée, se porte pendant la nuit d'Argentré à Saint-M'Hervé, avec l'intention de rejoindre Boishamon à Montautour et de rallier en chemin d'autres compagnies,,. Cependant, à Saint-M'Hervé, Pontbriand est informé de la présence d'une troupe républicaine à Bourgon et à La Croixille,,. Quelques chouans isolés de ces deux communes s'enfuient pour le rejoindre et celui-ci décide d'arrêter sa marche pour les attendre,,. Cependant les républicains lancés à la poursuite des fuyards se retrouvent bientôt au contact des hommes de Pontbriand,,.

## Forces en présence
Dans ses mémoires, Pontbriand évalue le détachement républicain à 500 hommes, tandis que lui-même est à la tête d'un nombre presque égal de combattants,,. 

## Déroulement
Chouans et républicains s'opposent un moment dans une vive fusillade, tout en étant séparés par le fleuve de la Vilaine et embusqués derrière les fossés, ne se faisant ainsi aucun mal,,. La moitié du corps républicain franchit cependant le fleuve sur le pont d'un moulin, situé un quart de lieue plus bas, et prend de flanc la compagnie d'Erbrée, qui s'enfuit aussitôt,,.
En apercevant les fuyards, Pontbriand réprimande leur capitaine, Malhère, qui retourne aussitôt au combat avec une poignée d'hommes, mais se fait tuer quelques instants après,,. La compagnie du Pertre prend la fuite à son tour et entraîne avec elle celles d'Argentré-du-Plessis et d'Étrelles,,. Une balle frappe également la carabine de Pontbriand, qui s'effondre sous le choc, du haut d'un fossé, ce qui aggrave la « terreur panique » de ses hommes,,. Il se retrouve seul avec le capitaine Hubert et trois soldats et n'échappe que de peu aux républicains qui arrivent tout près de lui,,. 
La compagnie de Saint-M'Hervé vient bientôt en renfort, mais elle ne fait qu'une décharge avant de céder à son tour à la panique,,. La compagnie de La Chapelle-Erbrée arrive en dernier et se fait également entraîner dans la déroute,,. Les chouans sont poursuivis sur trois quarts de lieue, mais parviennent à rejoindre les forces de Boishamon à Montautour,,.

## Pertes
Selon Pontbriand, le capitaine Malhère, ancien militaire et commandant de la paroisse d'Erbrée, est le seul tué du combat,,. 

## Conséquences
La déroute éprouvée par Pontbriand retarde d'un jour la marche des colonnes de Vitré et de Fougères,,. Dans ses mémoires, Pontbriand estime avoir fait « une grande faute » en attendant quelques soldats fugitifs, au lieu de marcher au lieu de rendez-vous ou d'attendre que toutes ses compagnies soient réunies,,. Cette défaite est cependant sans conséquence, car Pontbriand et Boishamon reçoivent un courrier de Hay de Bonteville qui leur apprend l'arrivée imminente du général en chef Joseph de Puisaye dans la région de Fougères et de la décision de du Boisguy d'ajourner l'attaque d'Ernée,,. 
D'autres combats se déroulèrent en mai 1796, notamment à Champeaux, au Bois-Bide, à Saint-Jean-sur-Vilaine, à Saint-M'Hervé et à Paintourteau, opposant des chouans, dirigés par le marquis de Pontbriand, aux troupes républicaines dirigées par le général Spital.